# انکار ایدز

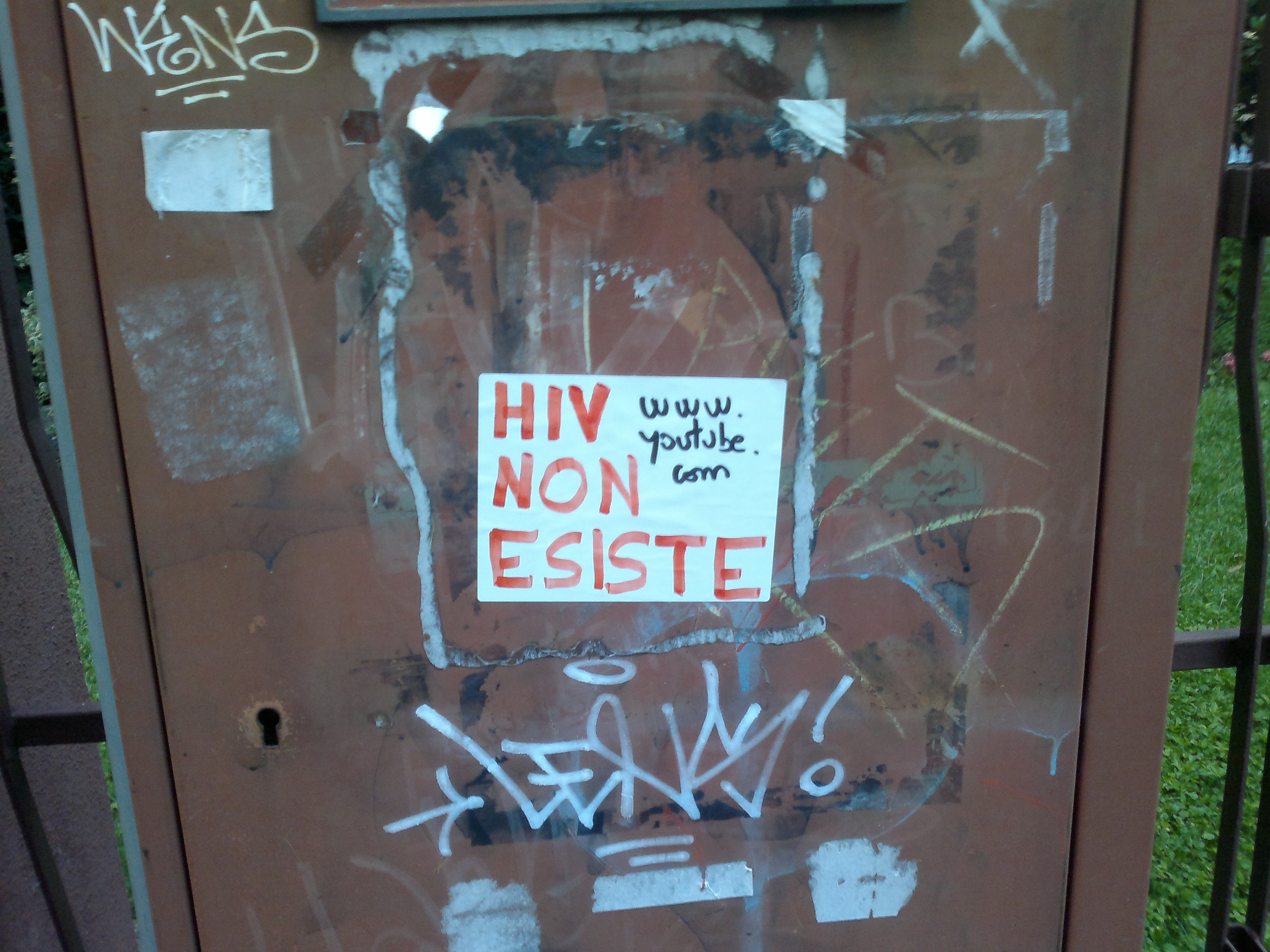
نمونه‌‌‌ای از انکار ایدز در شهر تورین ایتالیا-متن نوشته شده:"ایدز وجود ندارد"

انکارگرایی ایدز، نمونه‌ای از بحث یا به‌نوعی مکتبِ «انکارگرایی» (به انگلیسی: Denialism) است که یک حقیقت را به‌دلایلی مختلف انکار می‌کند.

انکارگرایی ایدز، به دیدگاه گروهی از افراد و سازمان‌هایی گفته می‌شود که انکار می‌کنند که ویروس نقص ایمنی اکتسابی انسان اچ آی وی (HIV)، عامل بیماری نشانگان نقص ایمنی انسان (ایدز) است. منکران ایدز به‌جای واژه انکار برای اشاره به افکار خود، از لفظ «تجدیدنظر» یا «ناموافق» استفاده می‌کنند. برخی از انکار کنندگان، وجود ویروس HIV را به‌طور کامل رد می‌کنند ولی برخی دیگر از آنان معتقدند که ویروس HIV وجود دارد ولی تنها یک ویروس ناقل بی‌ضرر می‌باشد که عامل بیماری ایدز نیست.

نقش HIV در پیشرفت و گسترش بیماری ایدز در تعداد فروانی از منابع مورد توافق دانشمندان اثبات شده‌است.
مجله علمی نیچر درمقاله‌ای استدلال منکران ایدز را مبتنی بر اطلاعات و آمار تحریف شده یا به دلخواه جمع‌آوری شده دانسته‌است  این استدلالات منجر به دلسردی افراد برای استفاده از داروها و روش‌های پیشگیری‌کننده و درمان‌کننده ایدز شده است
با رد استدلال منکران ایدز در مجامع علمی، این گروه از افراد سعی به استفاده از اینترنت در جهت انتشار این استدلال‌ها گرفتند. اقدامات دولت آفریقای جنوبی در جهت انکار ایدز در دوره تامبو امبکی رئیس جمهور وقت آفریقای جنوبی موجب مرگ ۳۳۰ تا ۳۴۰ هزار نفر، آلودگی ۱۷۱ هزار نفر به HIV (شامل ۳۵ هزار کودک آلوده به ویروس) شد.
عده کمی هنوز دربارهٔ ارتباط بین HIV و ایدز وجود خود HIV، یا اعتبار آزمایش HIV و روش‌های درمان آن اختلاف نظر دارند. جامعه علمی این ادعاها را که به انکارگرایی ایدز معروفند، مورد پژوهش قرار داده و آن‌ها را رد کرده‌است. البته، آن‌ها تأثیرات سیاسی چشمگیری داشته‌اند، به‌ویژه، آنکه در آفریقای جنوبی، جایی که دولت با آغوش باز از انکارگرایان ایدز استقبال می‌کند، آن‌ها مسئول بی‌مبالاتی دولت در خصوص اپیدمی ایدز در کشور هستند، و مقصر صدها هزار مرگ قابل‌اجتناب و عفونت‌های HIV نیز می‌باشند.
عملیات اینفکشن عملیات جهانی سنجش فعال اتحاد جماهیر شوروی بود تا همگان را از این پدیده مطلع کند که ایدز را آمریکا به وجود آورده است. بررسی‌ها نشان می‌دهند که تعداد زیادی از مردم این ادعاها را باور داشته و هنوز هم دارند.
تصورات غلط زیادی درباره HIV و ایدز وجود دارد. سه نوع رایج آن‌ها عبارتند از اینکه ایدز می‌تواند از راه تماس معمولی منتقل شود؛ یا اینکه نزدیکی جنسی با یک دوشیزه باکره، بیماری ایدز را درمان می‌کند؛ و نیز اینکه HIV تنها می‌تواند مردان همجنس‌گرا و مصرف‌کنندگان مواد مخدر را آلوده کند. تصورات نادرست دیگری نیز وجود دارد که عبارتند از اینکه هر نوع سکس مقعدی بین دو مرد همجنس‌گرا غیرآلوده می‌تواند منجر به ابتلا به HIV شود؛ همچنین، بحث‌های باز و آزاد درباره همجنس‌گرایی و HIV در مدارس منجر به افزایش میزان همجنس‌گرایی و ایدز می‌شود.